# Михалевич, Филип
Филип Михалевич (хорв. Filip Mihaljević; род. 31 июля 1994, Ливно, Босния и Герцеговина) — хорватский легкоатлет, специализирующийся в толкании ядра и метании диска. Чемпион Европы 2022 года, серебряный призёр чемпионата Европы 2024 года, бронзовый призёр чемпионата мира в помещении 2016 года. Чемпион Европы среди молодёжи (2015). Многократный чемпион Хорватии. Участник летних Олимпийских игр 2016 и 2020 годов.

## Биография
Родился в боснийском городе Ливно в семье Мирко Михалевича, двукратного чемпиона Югославии в лыжных гонках, и Елицы Михалевич, бывшей волейболистки. Когда Филипу было 17 лет, семья переехала в хорватский Сплит, где он начал заниматься лёгкой атлетикой в клубе ASK Split.
Благодаря хорошим природным данным за короткое время добился серьёзного прогресса в толкании ядра и метании диска. Уже в 2013 году он стал серебряным призёром юниорского чемпионата Европы. Вслед за этим успехом по совету хорватского метателя диска Мартина Марича переехал в США для учёбы и тренировок в Виргинский университет.
Выиграл золотую медаль в толкании ядра на молодёжном чемпионате Европы в 2015 году и стал четвёртым в метании диска.
На чемпионате мира в помещении 2016 года установил личный рекорд 20,87 м, благодаря которому смог завоевать бронзовую медаль.
Участвовал в летних Олимпийских играх в Рио-де-Жанейро, где не смог преодолеть квалификацию в толкании ядра. В итоговом протоколе он занял 21-е место с попыткой на 19,69 м.
В 2017 году стал двукратным чемпионом NCAA, установив личные рекорды и рекорды университета в толкании ядра и метании диска: 21,30 м и 63,76 м соответственно. На чемпионате мира в Лондоне с 14-м результатом в квалификации (20,33 м) остался за пределами основных соревнований в толкании ядра.
На Чемпионате Европы в помещении в польскому Торуне в марте 2021 года завоевал бронзовую медаль чемпионата континента с результатом 21,31 метр.
В Риме, в июне 2024 года, на чемпионате Европы, с результатом 21.20 метра стал обладателем серебряной медали.
Имеет двойное гражданство: Хорватии и Боснии и Герцеговины.
При толкании ядра использует технику кругового маха.

## Основные результаты
| Год  | Турнир                          | Место проведения         | Дисциплина | Место        | Результат      |
| ---- | ------------------------------- | ------------------------ | ---------- | ------------ | -------------- |
| 2013 | Чемпионат Европы среди юниоров  | Риети, Италия            | ядро       | 2-е          | 20,23 м (6 кг) |
| 2015 | Чемпионат Европы среди молодёжи | Таллин, Эстония          | ядро       | 1-е          | 19,35 м        |
| 2015 | Чемпионат Европы среди молодёжи | Таллин, Эстония          | диск       | 4-е          | 58,76 м        |
| 2016 | Чемпионат мира в помещении      | Портленд, США            | ядро       | 3-е          | 20,87 м        |
| 2016 | Чемпионат Европы                | Амстердам, Нидерланды    | ядро       | 22-е (квал.) | 18,72 м        |
| 2016 | Олимпийские игры                | Рио-де-Жанейро, Бразилия | ядро       | 21-е (квал.) | 19,69 м        |
| 2017 | Чемпионат Европы в помещении    | Белград, Сербия          | ядро       | 12-е (квал.) | 19,94 м        |
| 2017 | Чемпионат мира                  | Лондон, Великобритания   | ядро       | 14-е (квал.) | 20,33 м        |